# 秋本喜七

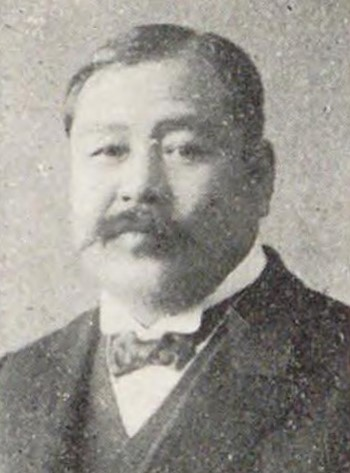
秋本喜七

秋本 喜七（あきもと きしち、1861年9月25日（文久元年8月21日）- 1930年（昭和5年）5月31日）は、日本の実業家、政治家。衆議院議員。旧姓・渡邊。

## 経歴
武蔵国多摩郡、のちの東京府北多摩郡三鷹村（現東京都三鷹市）で渡邊萬助の二男として生まれ、明治2年10月（1869年）秋本倉蔵の養嗣子となる。運送業に着目して事業を興した。その他、日本採炭(株)社長、武相甲信運輸組合長、東京府農工銀行監査役、田無銀行頭取、玉川水道(株)監査役、南洋製糖(株)取締役などを務めた。
政界では、武蔵野村会議員、村助役、村長、北多摩郡会議員、同参事会員、東京府会議員、同郡部会議長、同参事会員、徴兵参事員、普通水利組合議員、警視庁防疫評議員などを歴任。1915年（大正4年）3月、第12回衆議院議員総選挙に東京府郡部で立憲政友会所属で出馬して当選。その後、第14回総選挙まで連続して当選し、衆議院議員に連続3期在任した。この間、立憲政友会幹事、同協議員、同院内幹事を務めた。
その他、帝国農会創立委員を務め、帝国農会議員、同評議員、東京府農会副会長、同議員、北多摩郡農会議員、武蔵野村農会議員などを務めた。
また、甲武鉄道会社の新宿-立川間の敷設に際して、境駅（現武蔵境駅）の敷地を提供している。墓所は多磨霊園。